# Conotrachelus albostigma
Conotrachelus albostigma – gatunek chrząszcza z rodziny ryjkowcowatych.

## Zasięg występowania
Ameryka Południowa, notowany w Boliwii oraz Brazylii.